# Mateusz Wilangowski

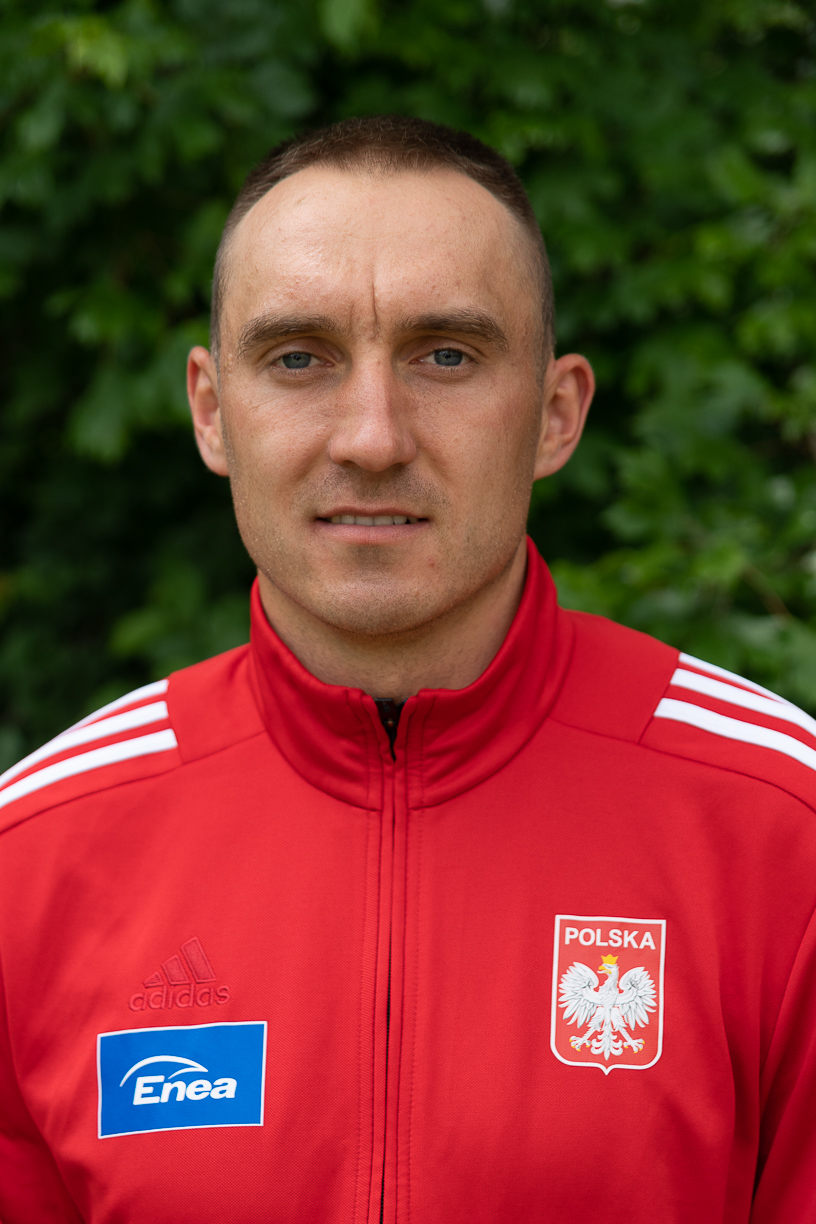
Mateusz Wilangowski, 2019

Mateusz Wilangowski (* 7. Oktober 1991 in Mokre, Gemeinde Grudziądz) ist ein polnischer Ruderer. 2019 war er Weltmeister im Vierer ohne Steuermann.

## Karriere
Wilangowski begann 2007 mit dem Rudersport. 2012 belegte er mit dem polnischen Achter den fünften Platz bei den U23-Weltmeisterschaften, 2013 gewann die polnische Crew Bronze.
Bei den Europameisterschaften 2014 trat er zusammen mit Konrad Wojewodzic im Zweier ohne Steuermann an und belegte den achten Platz. Bei den Weltmeisterschaften 2014 in Amsterdam gehörte der etwa 1,95 m große Wilangowski zum polnischen Achter und gewann eine Bronzemedaille hinter den Booten aus dem Vereinigten Königreich und aus Deutschland. Auch 2015 gehörte er zum polnischen Achter. Bei den Europameisterschaften 2015 erreichte das Boot den vierten Platz, bei den Weltmeisterschaften 2015 belegte der polnische Achter den achten Platz. Zu Beginn der Saison 2016 kam der Achter auf den fünften Platz bei den Europameisterschaften. Bei der Qualifikationsregatta für die Olympischen Spiele 2016 erreichten die Polen als Zweite hinter dem Achter aus den Vereinigten Staaten das Ziel. Damit war die Qualifikation geschafft, in Rio de Janeiro bei der Olympischen Regatta erreichten die Polen das Finale und belegten den fünften Platz.
2017 gewann Wilangowski bei den Europameisterschaften in Račice u Štětí die Silbermedaille hinter dem Deutschland-Achter, bei den Weltmeisterschaften 2017 belegte der polnische Achter den zehnten Platz. Im Jahr darauf verpasste der polnische Achter das Finale bei den Europameisterschaften 2018. Danach wechselte Wilangowski in den Vierer ohne Steuermann, der in der Besetzung Zbigniew Schodowski, Mateusz Wilangowski, Mikołaj Burda und Michał Szpakowski den siebten Platz bei den Weltmeisterschaften 2018 belegte. 2019 siegte der polnische Vierer mit Burda, Wilangowski, Marcin Brzeziński und Szpakowski beim Weltcup-Auftakt in Plowdiw. Bei den Europameisterschaften 2019 in Luzern gewann der polnische Vierer Silber hinter den Briten. Nach einem dritten Platz beim Weltcup in Posen und einem sechsten Platz beim Weltcup in Rotterdam siegte der polnische Vierer bei den Weltmeisterschaften 2019 in Linz/Ottensheim vor den Rumänen und den Briten. Bei den Europameisterschaften 2020 konnten sie die Bronzemedaille gewinnen, hinter den Niederländern und den Italienern. Bei den Olympischen Spielen in Tokio belegte der polnische Vierer den siebten Platz.
Wilangowski startet für den Verein Wisła Grudziądz.